# Itō Sachio
En aquest nom japonès, el cognom és Itō.
Itō Sachio (伊藤 左千夫, 1864–1913), pseudònim d'Itō Kojirō (伊藤 幸次郎), va ser un poeta de tanka, crític literari i novel·lista japonès.
Nascut a la prefectura de Chiba, en el si d'una família d'origen samurai acomodada, que es va dedicar a l'activitat agrícola d'ençà de la restauració Meiji. Va rebre una educació basada en les obres clàssiques i, als 17 anys, va decidir cursar estudis de dret, amb l'objectiu de dedicar-se professionalment a la política; va entrar a l'Escola de Dret Meiji —avui Universitat Meiji—, però va abandonar-la a causa d'una malaltia ocular. A partir d'aquell moment va decidir esmerçar esforços en el món empresarial i als 25 anys va obrir una lleteria. Paral·lelament, des dels 33 anys va assistir assíduament a les trobades poètiques mensuals de Kirinoya Keishi.
L'any 1900 va conèixer el destacat crític i poeta Masaoka Shiki, defensor de l'estil shasei — basat en la senzillesa compositiva — i renovador del yamato-uta (tanka i haiku), i en va esdevenir admirador i un dels seus deixebles més diligents, passant a tenir un paper important en la tasca duta a terme a l'Associació de Tanka de Negishi, fundada per Shiki uns anys abans. A partir de la mort del mestre (1902) Itō va continuar amb el seu llegat: va convertir-se en editor de la revista literària de tanka Ashibi, i quan aquesta va tancar el 1908 va fundar la revista Araragi, convertida en òrgan oficial de l'associació de Negishi i que va continuar publicant-se més enllà de la mort d'Itō, fins a 1997. Va tenir, així mateix, nombrosos deixebles, entre els quals el poeta Saitō Mokichi.
Va morir a causa d'un hemorràgia cerebral.

## Obra
La seva obra és diversa: va produir poemes, assaigs crítics i articles sobre el Man'yōshū. El seu estil poètic és més subjectius i emocional que el de Shiki, especialment en les seves darreres obres, que mostren un to senzill i calmat, totalment diferent a l'estil del seu mestre. Conreà també obres de prosa realista, un estil que propugnava també Shiki. La seva obra més coneguda, i per la qual és més recordat, és Nogiku no Haka («La tomba del crisantem», 1906), publicada originalment a la revista Hototogisu, i que es va adaptar cinematogràficament fins a tres vegades.